# Peremptor modicus
Peremptor modicus là một loài ruồi trong họ Tachinidae.